# Sążeń
Sążeń – wspólna nazwa różnych jednostek długości; nie są one metryczne, lecz antropometryczne – oparte na rozpiętości ramion dorosłego mężczyzny. Różne sążnie w zaokrągleniu do jednej cyfry znaczącej są równe dwóm metrom (2 m).
W Polsce sążeń (lub inaczej siąg albo siąga) zmieniał się na przestrzeni wieków, oscylując w granicach 2 metrów:
- sążeń staropolski – 1,786 m (według konstytucji 1764)[1],
- sążeń nowopolski – 1,728 m = 3 łokcie = 6 stóp = 72 cale = 864 linie (obowiązywał w Królestwie Polskim 1819–1848)[1],

w Imperium Rosyjskim (w tym w zaborze rosyjskim wprowadzono od 1849 roku):
- sążeń rosyjski (ros. сажень) – 2,133561 m = 1/500 wiorsty[1] = 3 arszyny = 48 werszków.

W zaborze austriackim 1 sążeń (niem. Klafter) był równy 1,8965 m (kwadrat o boku 40 sążni stanowił 1 morgę).
U górali podhalańskich jedna siąga dzieliła się w tym czasie na sześć siuhów. Liczyła niecałe dwa metry, lecz jako miara antropometryczna nie miała ustalonej jednolitej wartości, a poszczególne siągi różniły w zależności od rozpiętości ramion (wzrostu) poszczególnych osobników. Ta cecha siągi miała wszakże pozytywną stronę w przypadku np. ustalania długości postawu sukna potrzebnego na elementy ubioru górali. Ludwik Kamieński w latach 30. XIX w. notował: Miara zwyczajna, odwiekowa, bo od natury im dana. Czem wzroślejszy, dłuższą siągę odmierzy, i nie zawiedzie go nigdy ta miara. Na spodnie od palców prawej ręki do połowy piersi mierzą.
W Wielkiej Brytanii sążeń (ang. fathom, symbol fm) używany był, a w USA jest, używany do określania głębokości akwenów żeglownych na mapach nawigacyjnych:
1 fm = 6 ft = 1,8288 m.
W sążniach cechowane były linki sond stosowanych w nawigacji do bieżących pomiarów głębokości akwenu.
Angielskie pojęcie Full fathom five (pełne pięć sążni, tj. co najmniej 9 m) aż do końca XIX w. było synonimem bezpiecznej głębokości dla ówczesnych statków. Znajdziemy je już na początku XVII w. w utworze „Burza” Williama Szekspira. Z czasem stało się popularnym zwrotem, pojawiającym się – zwłaszcza w dwudziestym stuleciu – w wielu angielskojęzycznych utworach literackich: od „Ulissesa” Jamesa Joyce’a i poezji Sylvii Plath po teksty piosenek zespołu Dave Dee, Dozy, Beaky, Mick & Tich oraz Stinga. Nazwę „Full Fathom Five” noszą też film Carla Franklina z 1990 r. i album studyjny zespołu „Doves” z 1994 r. Odnoszącą się do nawigacyjnego źródłosłowu nazwę nosi jeden z kanadyjskich parków narodowych: Narodowy Park Morski Fathom Five.
Na Litwie sążeń litewski wynosił 1,940 m.
We Francji sążeń francuski (toise, wym. tuaz) wynosił 1,949 m.
W starożytnej Grecji odpowiednikiem sążnia była orgyia (ὀργυιά), równa 6 stóp. W zależności od długości stopy stanowiło to od 1,764 (dla stopy attyckiej) do 2,1 m (dla stopy pergamońskiej).